# 李焯桃
李焯桃（英語：Li Cheuk To），時用筆名林離，香港影評人、M+香港電影及媒體策展人。曾任《電影雙周刊》總編輯，香港國際電影節藝術總監、節目策劃，及香港電影評論學會會長。歷任柏林影展、溫哥華、鹿特丹及釜山電影節，以至臺北金馬獎及香港電影金像獎評審。著有《八十年代香港電影筆記》等影評結集。近年編有《香港電影王國──娛樂的藝術》、《戲夢餘音：黃愛玲電影文存》、《向動作指導致敬》、《一一重現──楊德昌》及《浪漫演義──電影工作室創意非凡廿五年》特刊等。

## 著作
- 八十年代香港電影筆記（上、下冊）（1990，創建）
- 觀逆集──香港電影篇（1993，次文化）
- 觀逆集──中外電影篇（1993，次文化）
- 淋漓影像館——拋磚篇（1996，次文化）
- 淋漓影像館——引玉篇（1996，次文化）
- 淋漓影像館——河水篇（2000，次文化）
- 淋漓影像館——井水篇（2000，次文化）